# Sélection simple
 (janvier 2023).
Si vous disposez d'ouvrages ou d'articles de référence ou si vous connaissez des sites web de qualité traitant du thème abordé ici, merci de compléter l'article en donnant les références utiles à sa vérifiabilité et en les liant à la section « Notes et références ».
En programmation orientée objet, la sélection simple (ou sélection de méthode à aiguillage simple) traduit le fait qu'un seul argument est utilisé par le compilateur pour sélectionner la méthode à appeler.
Exemple (donné en C++) :
```
class C {
public:
   void f(D* d){/*...*/}
   void f(Derived* d){/*...*/}
};

class D {};

class Derived : public D{
public:
   void g(){}
};

/* ... */
D* myD = new Derived;
C* c = new C;

c->f(myD);

```

On pourrait s'attendre à ce que l'expression c->f(myD) appelle la méthode C::f(Derived*). Il n'en est rien. En fait le compilateur ne s'est basé que sur le type réel de c (C*), mais n'a pas cherché à connaître le type réel de myD (Derived), dont il n'a retenu que le type apparent (D*). Ainsi, le compilateur a choisi la méthode C::f(D*). Ce comportement est implémenté en C++, Java et bien d'autres langages. Pour pallier cela, il faut utiliser le design pattern visiteur en C++, ou l'introspection en Java.